# Brick
Brick var ett noiserockband från Stockholm, bildat 1993.

## Biografi
Brick bildades 1993 av Nándor Hegedus (sång), Lynard Olsson (bas), Jejo Perković (trummor) och Patrik Instedt (gitarr). Gruppen albumdebuterade med Suomi, som utgavs 1996 på Dolores Recordings. Albumet mottog goda recensioner och ansågs vara en trendsättare inom den svenska indiescenen. Jämförelser drogs till band som The Jesus Lizard, Fugazi och Dead Kennedys.
År 1997 utgavs Bricks andra studioalbum, Volvoland. Skivan producerades av Bob Weston från Shellac. Volvoland följdes av EP-skivan Smack (1998). Efter skivan valde Hegedus att lämna gruppen och som en följd av detta tog Instedt över sången. År 1999 utgavs singeln Pistol, följt av gruppens tredje och sista studioalbum, Automan, utgivet på skivbolaget A West Side Fabrication 2001.

## Medlemmar[1]
- Nándor Hegedus – sång (1993–1998)
- Lynard Olsson – basgitarr (1993–?)
- Jejo Perković – trummor (1993–?)
- Patrik Instedt – gitarr, sång (1998–?)

## Diskografi[1]
Studioalbum
- 1996 – Suomi
- 1997 – Volvoland
- 2001 – Automan

EP
- 1998 – Smack

Singlar
- 1999 – "Pistol"